# Jhosep Hernández
Jhosep Nicolás Hernández González (27 de octubre de 2001, El Tigre, Anzoátegui, Venezuela) es un futbolista profesional venezolano.  Actualmente juega en Stormers Sporting Club. Hizo su debut el 2 de diciembre del 2020 en la Liga Futve (Primera División de fútbol venezolano)  con el Carabobo FC en un empate 1-1 ante Yaracuyanos FC.

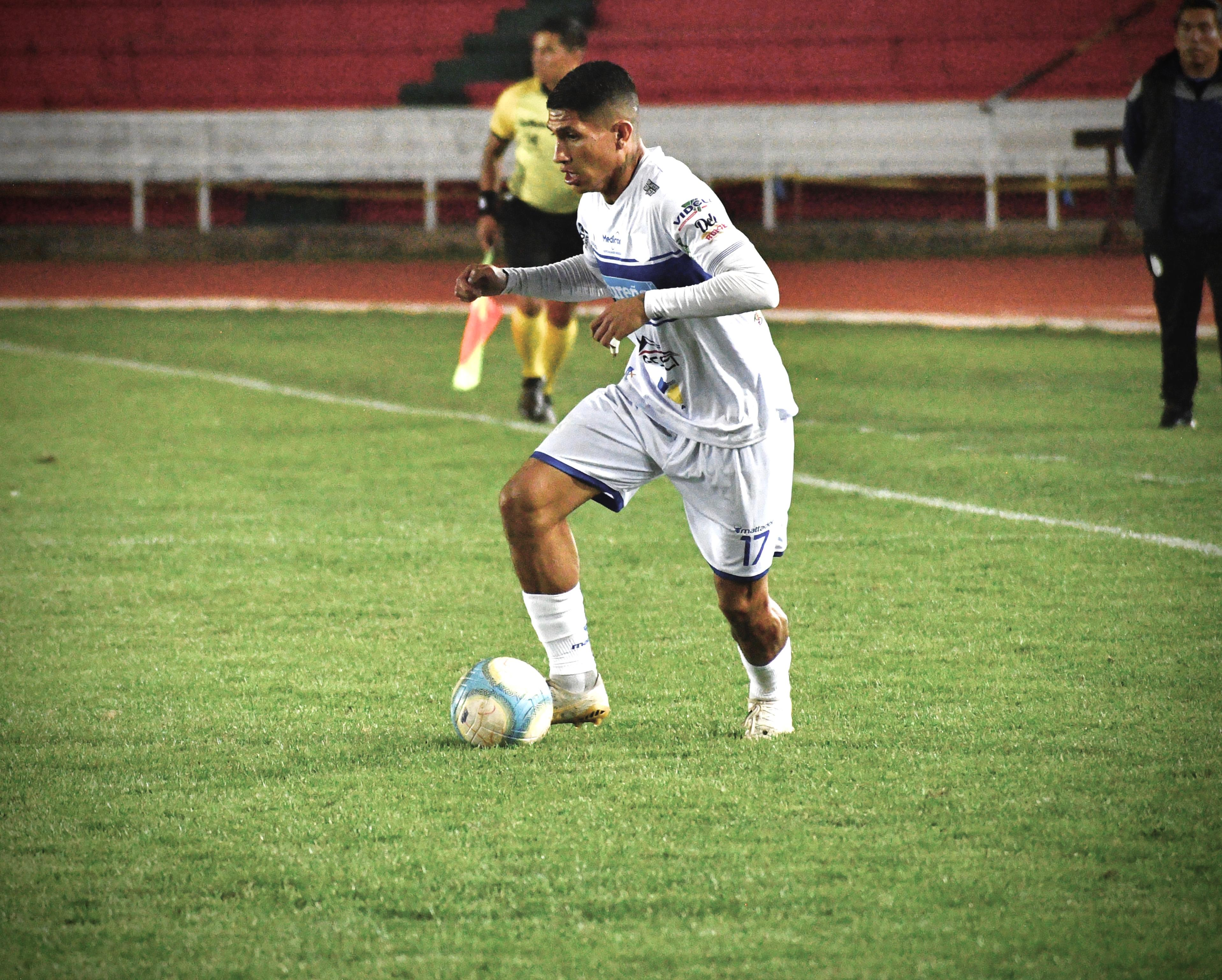
Jhosep Hernández futbolista de Stormers Sporting Club en el Estadio Olímpico Patria vs Club Deportivo Universitario San Francisco Xavier (fútbol)
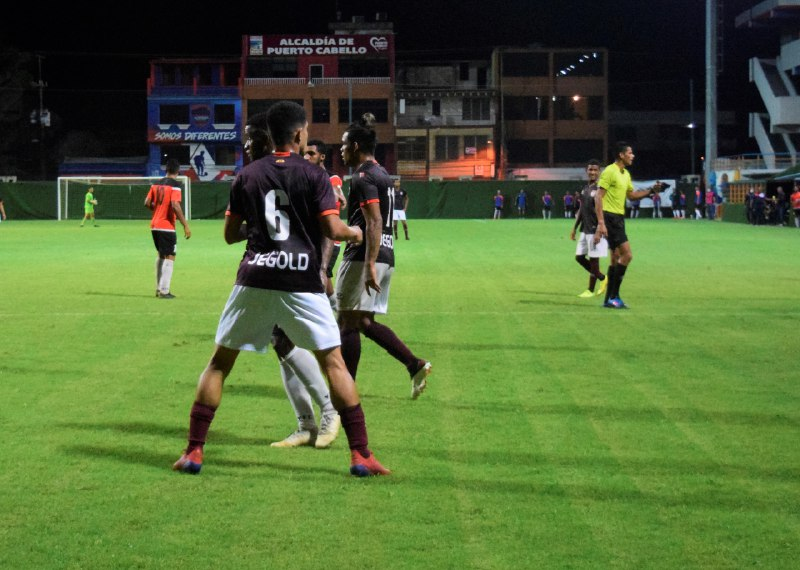
Debut en Liga Futve (Primera Division de Futbol Venezolano) en el estadio La Bombonerita, Pto Cabello
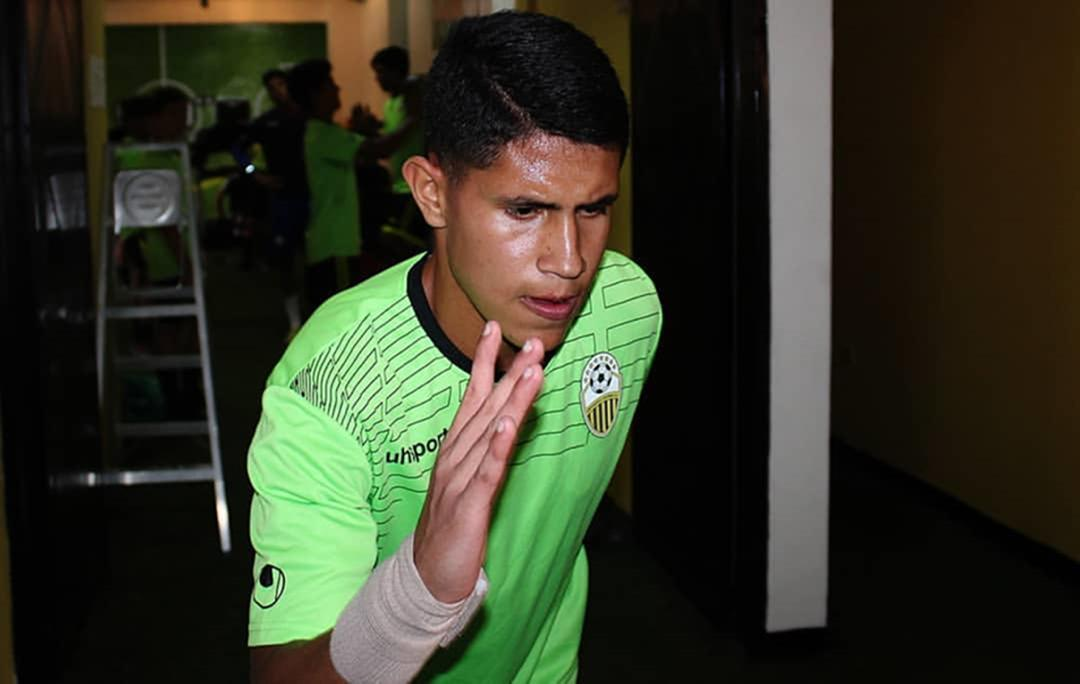
Jhosep Hernández con Deportivo Tachira FC